# Ата Абу ар-Рашта
А́та Абу ар-Ра́шта (араб. عطاء أبو الرشتة‎; род. 1943, Рана, Палестина (ныне территория Израиля) — исламский политик, руководитель (эмир) международной панисламистской партии «Хизб ут-Тахрир аль-Ислами» с 2003 года.

## Биография
Родился в деревне Рана в районе Хеврона (рядом с нынешним местонахождением кибуца Бейт-Нир) в Палестине во времена британского мандата в 1943 году. Его полное имя вместе с куньей и насабами: Абу Ясин Ата ибн Халиль ибн Ахмад ибн Абдулькадир Аль-Хатиб Абу ар-Рашта.
Вследствие Арабо-израильской войны жители покинули деревню, и семейство Абу Рашты перебралось в лагерь беженцев Аль-Фавар около Хеврона. В 1960 году Абу Рашта окончил учёбу в школе имени Хусейна ибн Али в Хевроне, а в 1961 получил аттестат зрелости школы «Ибрахимие» в Иерусалиме.
В этом же году поступил на учёбу в Каирском университете, который окончил в 1966 году с дипломом строительного инженера. Затем работал по специальности в нескольких арабских странах. Опубликовал книгу по теме расчёта количества материалов при строительстве зданий и дорог.
В середине 50-х годов 20-го века Абу Рашта вступил в партию «Хизб ут-Тахрир аль-Ислами» («Партия исламского освобождения»), основную доктрину которой составляет возвращение мусульман к основанному на шариате образу жизни посредством воссоздания Халифата. Плотно сотрудничал с основателем партии Такиуддином Набхани и его преемником с 1977 года Абдулькадимом Заллумом.
В 80-е годы Абу Рашта был назначен официальным представителем партии в Иордании. Стал известен в период Войны в Персидском заливе благодаря устроенным им лекциям и публичным дебатам, в том числе дебатам на тему «Атака неокрестоносцев на Аравию и Персидский залив», проведённым в Иерусалимской мечети в Аммане.
Абу Рашта неоднократно подвергался арестам, тюремным заключениям и административным задержаниям со стороны иорданских властей. Вследствие этого в 1998 и 1999 годах был назван организацией Amnesty International «узником совести».
17 марта 2003 года, после того как Абдулькадим Заллум снял с себя полномочия руководителя партии «Хизб ут-Тахрир аль-Ислами», Абу Рашта был избран главой партии.
Вследствие преследования иорданских властей Абу Рашта покинул Иорданию, где он проживал, в 2003 году и ограничил свою публичную деятельность, практически не появляясь на публике из соображений личной безопасности; с тех пор его местонахождение не раскрывается.
Со вступлением Абу Рашты на пост руководителя «Хизб ут-Тахрир аль-Ислами» деятельность организации стала более агрессивной, и считается, что уже осенью 2003 года управляющий орган партии поручил членам партии перейти к нападениям на дипломатические представительства и другие здания стран, которые поддержали вторжение США и их союзников в Ирак.

## Публикации
- Посредник в расчёте количества материалов при строительстве зданий и дорог
- А. Абу ар-Рашта. Экономические кризисы, их действительность и решения с точки зрения ислама = الأزمات الاقتصادية واقعها و معالجاتها من وجهة نظر الإسلام (ар.) — 1990. Архивировано 24 апреля 2009 года.
- А. Абу ар-Рашта. Помощь в понимании принципов усуль аль-фикха = تيسير الوصول إلى الأصول (ар.) — 3-е изд. — 2000. Архивировано 6 декабря 2010 года.
- А. Абу ар-Рашта. Помощь в основах толкования (сура «Аль-Бакара») = التيسـير في أصول التفسير (سـورة البقـرة) (ар.) — 2-е изд. — 2006. Архивировано 10 сентября 2010 года.
- А. Абу ар-Рашта. Настольная книга мусульманина для понимания исламской экономической системы = The Muslim's handbook to understanding the Islamic Economic System (англ.) — Istinarah Press, 2017. — 434 p. — ISBN 9781548191740.